# Alberche

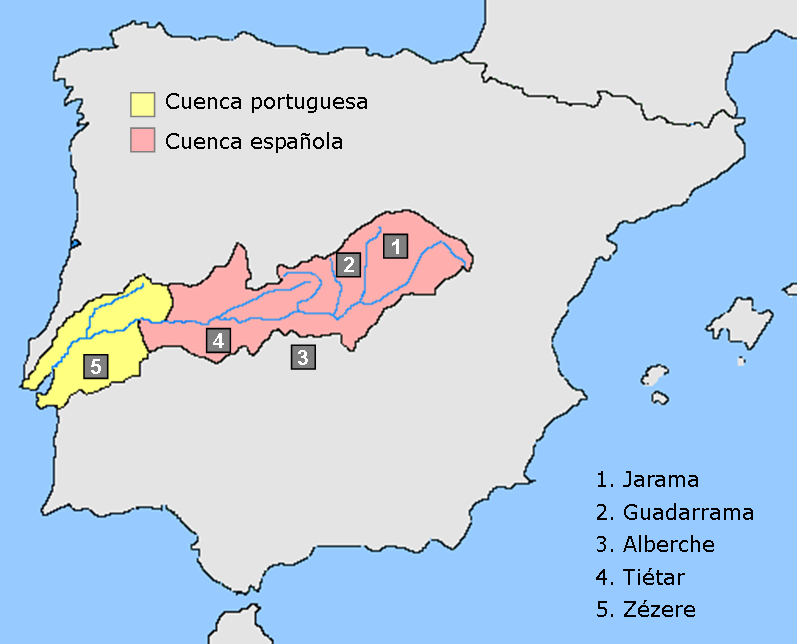
Affluenti del Tago (l'Alberche è il nº 3)

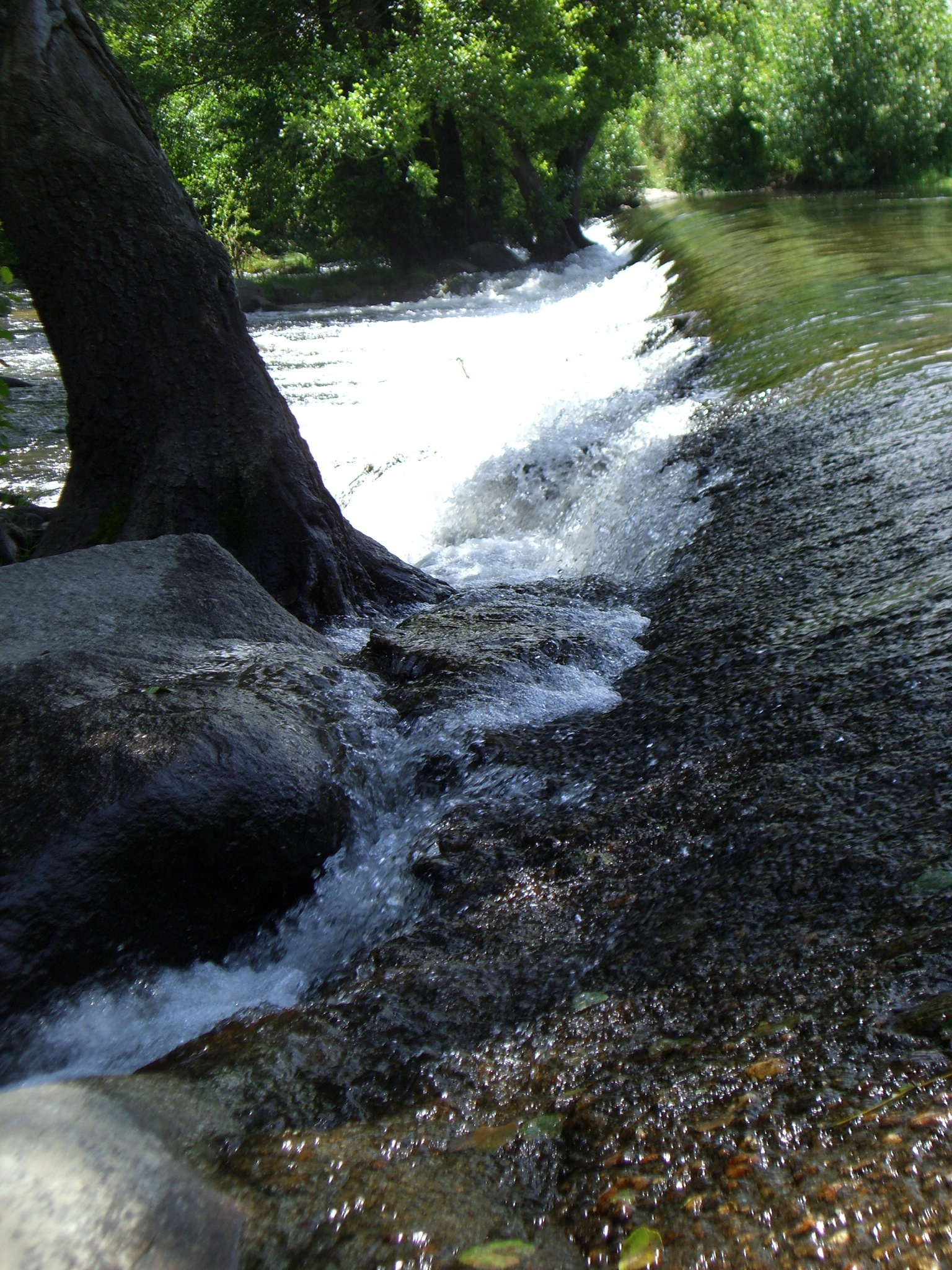
Il fiume all'altezza di Navaluenga (Ávila).

L'Alberche è un fiume della Spagna che scorre nelle comunità autonome di Castiglia e León, Madrid e Castiglia-La Mancia. Nasce tra la Sierra de Gredos e la Sierra de Villafranca, entrambe appartenenti al Sistema Centrale. Dopo un percorso di 177 km, confluisce da destra nel Tago, all'altezza di Talavera de la Reina (Toledo).
La portata è regolata nei bacini di Burguillo e Charco del Cura (Avila); San Juan e Picadas (Madrid); e Cazalegas (Toledo). Tra i suoi principali affluenti si segnalano il Cofio e il Perales.

## Corso
L'Alberche, il cui nome potrebbe derivare dalla parola araba al-birka, che significa «stagno», presenta una forte siccità, caratteristica comune a tutti i fiumi che nascono sul versante meridionale del Sistema Centrale. Dal punto di vista geologico, fa da confine tra la sierra de Gredos e la sierra de Guadarrama.
Il fiume possiede un percorso singolare, a forma di angolo retto invertito, a conseguenza del gomito di cattura provocato dal fiume Perales, che vi confluisce all'interno del comune di Aldea del Fresno (Madrid). Dalla nascita a detta località scorre in direzione ovest-est, per poi girare bruscamente verso sud, direzione che mantiene fino allo sbocco nel Tago.

### Alto corso
La sorgente si situa a 1.700 m di altitudine, nel luogo conosciuto come Fuente Alberche, situato sulle pendici del Cuarenta Pinos, nel territorio del comune di San Martín de la Vega del Alberche (Ávila). Successivamente attraversa il territorio di Garganta del Villar e di Navadijos, per poi addentrarsi in quello di Cepeda la Mora, dove inizia ad incassarsi. Dopo il passaggio per Navalsáuz, scorre verso il puerto del Pico, dove piega verso sinistra. Si dirige successivamente verso il territorio di Hoyocasero, i cui confini naturali sono il versante settentrionale del massiccio orientale della sierra de Gredos e la sierra de la Paramera.
Nel primo tratto riceve le acque di numerose gole, che scendono dalle montagne che circondano la valle. Vale la pena citare la Garganta del Iruelas, dichiarata Riserva Naturale e Zona de Speciale Protezione di Uccelli (ZEPA) da parte del governo della Castiglia e León, per le importanti popolazioni di avvoltoi monaci, aquile, nibbi e altri rapaci in pericolo di estinzione. Altri affluenti dell'alto corso sono i ruscelli della Serrota, Arenillas e Piquillo, così come il fiume Mora.
L'Alberche scorre tra gole e prati fino a raggiungere Burgohondo (Ávila). Attraversa approssimativamente sette chilometri di questo comune, dove forma abbondanti pozze. Questa zona è molto frequentata dai canoisti, oltre che da bagnanti, attirati dalle numerose piscine naturali costruite lungo il corso.
Prosegue successivamente fino al lago di El Burguillo, che appartiene in parte al comune di Navaluenga (Ávila), anche se la maggior parte è contenuta nel territorio di El Tiemblo, nella stessa provincia. Questo bacino ha una superficie di 910 ettari e fu costruito nel 1913. Passata la diga, il fiume torna ad essere regolato dal lago del Charco del Cura, compreso anch'esso nel territorio di El Tiemblo.
Prima di lasciare questo comune, l'Alberche riceve le acque del ruscello de las Tórtolas, che nasce dal cerro de Guisando. In questa zona sono abbondanti le riserve di pesca, in particolare di trota.

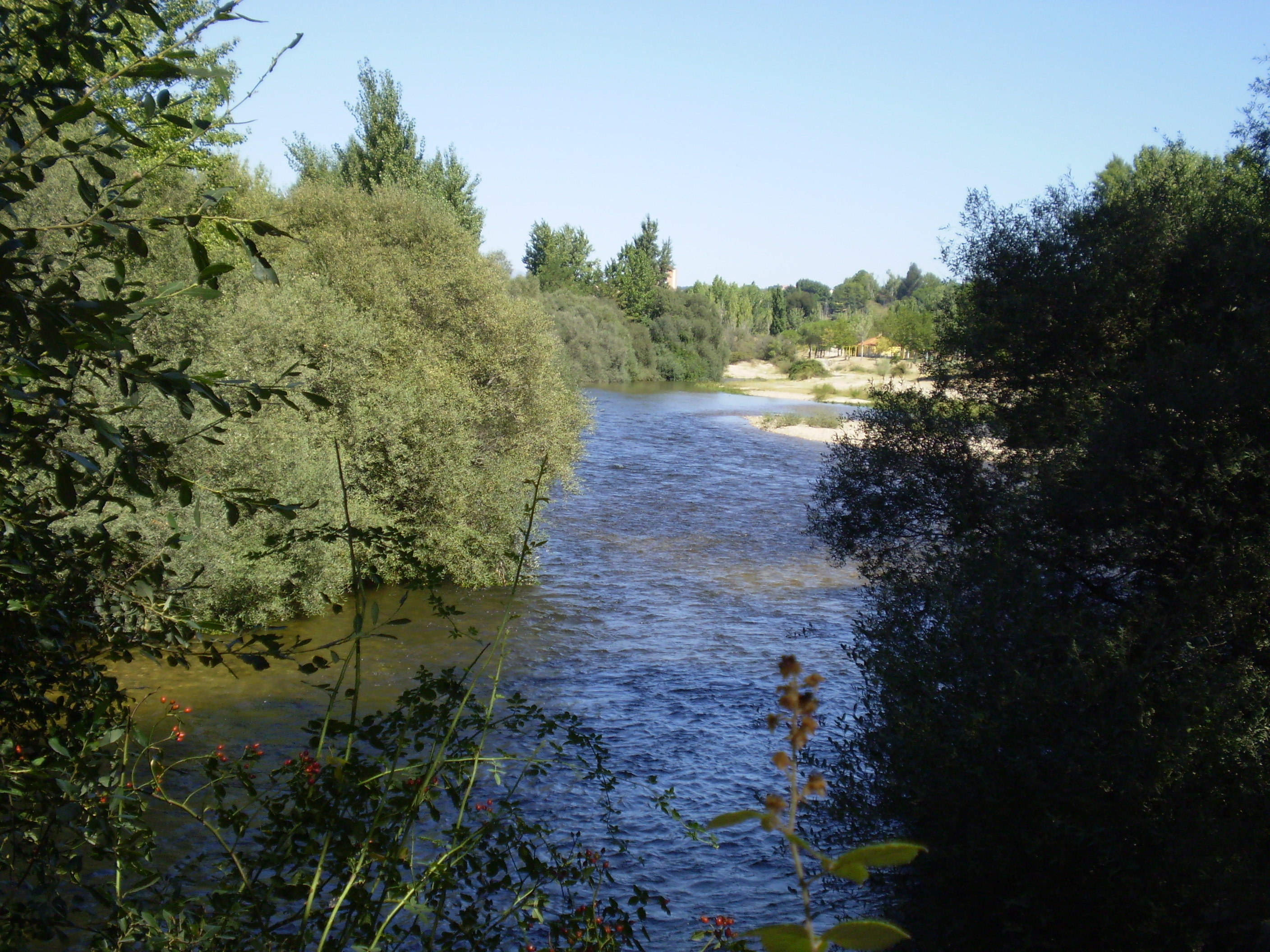
Corso medio dell'Alberche, nella Comunità di Madrid.

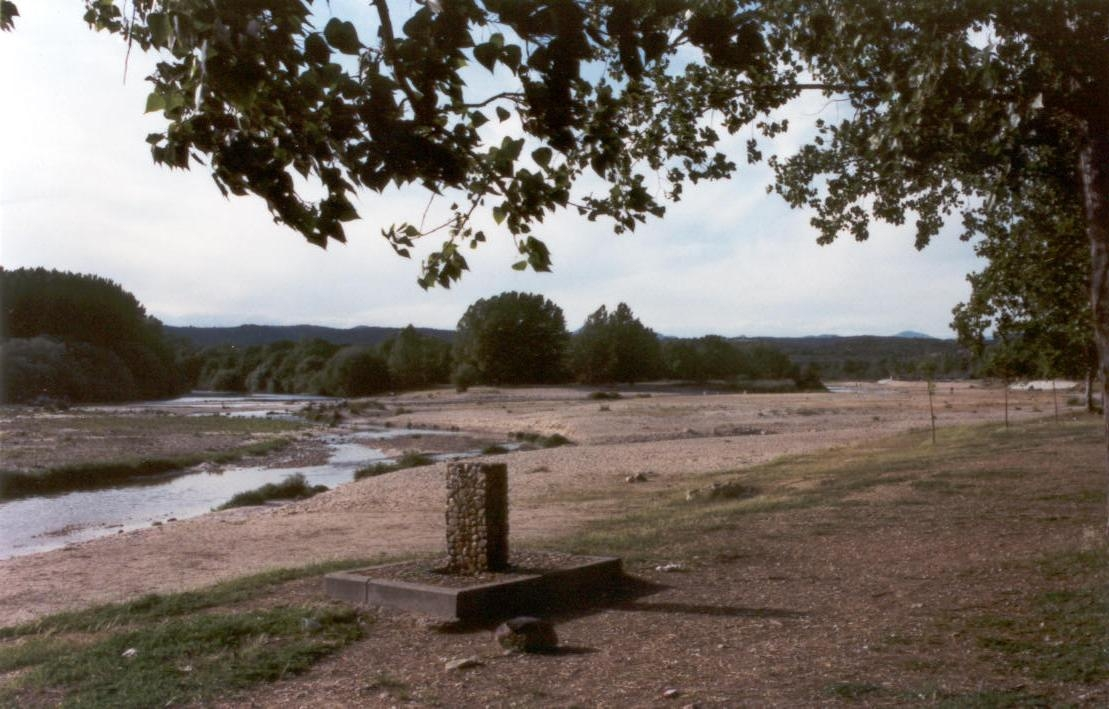
Confluenza del Perales nell'Alberche, ad Aldea del Fresno (Madrid).

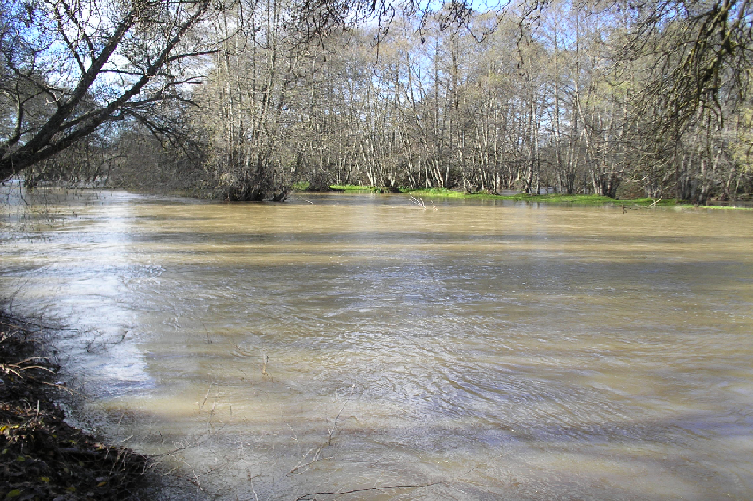
Vista del fiume in inverno.

### Corso medio
L'Alberche entra nella Comunità di Madrid dal comune di San Martín de Valdeiglesias, dove è regolato nel lago di San Juan, che è condiviso con il comune di Pelayos de la Presa. In questo bacino riceve da destra il fiume Cofio, che proviene da Peguerinos (Ávila), nella sierra de Guadarrama. Si tratta dell'unico bacino della comunità di Madrid dove è permesso fare il bagno e praticare attività acquatiche a motore.
Attraversa successivamente il puerto de San Juan e viene nuovamente regolato nel lago di Picadas, da cui parte il canale del Travaso Picadas-Toledo, che fornisce acqua alla comarca toledana di La Sagra. Questa zona, corrispondente ai primi rilievi della sierra de Gredos, è caratterizzata dalla presenza di abbondanti pinete, all'interno di un rilievo ancora montuoso. I ruscelli di Becedas e Valdeyernos sono alcuni degli affluenti in questa parte del suo corso.
Passa successivamente per Aldea del Fresno, dove l'orografia si armonizza. Qui il fiume forma estese pianure fluviali, che sono conosciute popolarmente come la Spiaggia di Madrid. Una delle più significative è quella situata alla confluenza con il Perales, che appare in una pronunciata curvatura, di 180º, alla destra del suo letto.
Questa curva corrisponde, in realtà, ad un gomito di cattura. Originariamente, l'Alberche era un affluente del fiume Guadarrama, a cui tributava attraverso i piccoli fiumi Villamanta e Villamantilla, presso Navalcarnero (Comunità di Madrid). Però, il basso corso del fiume attuale finì con il catturare l'alto corso dell'Alberche, all'altezza di Aldea del Fresno, come conseguenza dell'aumento di profondità del letto, provocata, principalmente, dall'azione del fiume Perales —che confluisce nello stesso punto in direzione sud—. Il corso del Villamantilla si invertì ed iniziò a scorrere verso ovest, cioè, al contrario di come scorreva in precedenza.
L'unione di tutti questi fiumi ha dato origine ad un'ampia spiaggia fluviale, sfruttata in estate come parco di ozio e balneazione.

### Basso corso
L'ultimo paese madrileño che è attraversato dal fiume è Villa del Prado. In questo comune, l'Alberche scende alla quota di 430 m (la più bassa di tutta la Comunità di Madrid) ed è circondato da coltivazioni irrigue, situate intorno ad una delle campagne fluviali più importanti della regione. Questa zona è conosciuta come La Poveda.
In Castiglia-La Mancia, il fiume attraversa per primo il comune di Méntrida (Toledo). Passa successivamente per Escalona, nella stessa provincia, dove forma un meandro con cui circonda il castello medievale di questa località, costruito nel XV secolo. Più a valle, dà nome a varie frazioni vicine alle sue rive, come Cerro Alberche e Atalaya del Alberche.
Dopo aver abbandonato El Casar de Escalona, forma il lago di Cazalegas, ai cui piedi si trova la frazione Serranillos Playa. Attraversa successivamente l'autostrada A-5 e sfocia finalmente nel Tago, presso Talavera de la Reina, circa 5 km prima di arrivare a questa città toledana, nella zona conosciuta come El Cristo.
Le sue rive e campagne sono sfruttate, nel basso corso, per la coltivazione di cereali, patate e frutteti. Tra gli affluenti di questo tratto, vale la pena sottolineare i ruscelli Grande, Mazalba e Montrueque (da sinistra) e Tordillos, Pedrillán e San Benito (da destra).